# Formiguer llunat
El formiguer llunat (Oneillornis lunulatus) és una espècie d'ocell de la família dels tamnofílids (Thamnophilidae) que habita la selva humida de l'est de l'Equador i del Perú.